# Alan Brooke (3e vicomte Brookeborough)
Alan Henry Brooke, 3e vicomte Brookeborough, (né le 30 juin 1952), est un pair et propriétaire foncier d'Irlande du Nord. Il est l'un des 92 pairs héréditaires qui restent à la Chambre des lords où il siège en tant que crossbencher. Il est l'actuel lord-lieutenant de Fermanagh.

## Jeunesse et carrière
Lord Brookeborough fait ses études à la Harrow School de Millfield et au Royal Agricultural College de Cirencester.
Il rejoint l'armée britannique en 1971, dans les 17e/21e Lancers. En 1977, il est transféré au régiment de défense de l'Ulster (UDR), qui devient le Royal Irish Régiment en 1992. Il est promu lieutenant-colonel en 1993 et est colonel honoraire du 4e / 5e bataillon du Royal Irish Rangers en 1997.
Brooke succède à son père en tant que 3e vicomte de Brookeborough en 1987. Bien qu'il ait perdu son droit automatique à un siège à la Chambre des lords, avec tous les autres pairs héréditaires après l'adoption de la House of Lords Act 1999, Lord Brookeborough est resté à la Chambre en tant que pair héréditaire élu.
Il est Lord-in-waiting de la reine en 1997. Il est président de la Co. Fermanagh Unionist Association et est nommé membre indépendant du Northern Ireland Policing Board en 2001.

## Vie privée
Lord Brookeborough (connu de sa famille et de ses amis sous le nom d'Alan Brooke ou Alan Brookeborough) épouse Janet Elizabeth Cooke (fille de JP Cooke, de Doagh), en 1980. Ils cultivent les 1 000 acres (4,04685642 km2) de Colebrooke Estate, juste à l'extérieur de Brookeborough dans le comté de Fermanagh, en Irlande du Nord. Le centre du domaine est Colebrooke Park Château anglais néoclassique du début du XIXe siècle qui est le siège ancestral de la famille Brooke.
Le maréchal Alan Brooke (1883-1963) est un oncle de Basil Brooke, 1er vicomte Brookeborough.
L'actuel Lord Brookeborough n'a pas d'enfants. Son jeune frère, Christopher Brooke (qui a quatre fils), est son héritier présomptif.

## Distinctions
- Chevalier de l'ordre de la Jarretière (KG) en 2018.